# Dongshan (köping i Kina, Hunan, lat 29,62, long 112,77)
Dongshan (kinesiska: 东山, 东山镇) är en köping i Kina. Den ligger i provinsen Hunan, i den södra delen av landet, omkring 160 kilometer norr om provinshuvudstaden Changsha. Antalet invånare är 75824. Befolkningen består av 36 623 kvinnor och 39 201 män. Barn under 15 år utgör 14,0 %, vuxna 15-64 år 76 %, och äldre över 65 år 9,0 %.
Genomsnittlig årsnederbörd är 1 609 millimeter. Den regnigaste månaden är april, med i genomsnitt 233 mm nederbörd, och den torraste är december, med 33 mm nederbörd.